# Comuna Șicula, Arad
Șicula (în maghiară: Sikula) este o comună în județul Arad, Crișana, România, formată din satele Chereluș, Gurba și Șicula (reședința).
Comuna este traversată de Crișul Alb și Râul Teuz.

## Turism
Deși nu deține elemente spectaculoase din punct de vedere turistic, tradițiile și ospitalitatea locuitorilor din această zonă compensează din plin acest neajuns. Sectorul Văii Crișului Alb este extrem de cunoscut pentru elementele sale floră și faună existentă.

## Demografie
Componența etnică a comunei Șicula
     Români (93%)
     Alte etnii (1,3%)
     Necunoscută (5,7%)
Componența confesională a comunei Șicula
     Ortodocși (79,44%)
     Penticostali (8,8%)
     Baptiști (3%)
     Adventiști (1,97%)
     Alte religii (0,87%)
     Necunoscută (5,92%)
Conform recensământului efectuat în 2021, populația comunei Șicula se ridică la 4.002 locuitori, în scădere față de recensământul anterior din 2011, când fuseseră înregistrați 4.301 locuitori. Majoritatea locuitorilor sunt români (93%), iar pentru 5,7% nu se cunoaște apartenența etnică. Din punct de vedere confesional, majoritatea locuitorilor sunt ortodocși (79,44%), cu minorități de penticostali (8,8%), baptiști (3%) și adventiști (1,97%), iar pentru 5,92% nu se cunoaște apartenența confesională.

## Politică și administrație
Comuna Șicula este administrată de un primar și un consiliu local compus din 13 consilieri. Primarul, Nuțu Valea[*], de la Partidul Național Liberal, este în funcție din 1 noiembrie 2024. Începând cu alegerile locale din 2024, consiliul local are următoarea componență pe partide politice:
|  | Partid                          | Consilieri | Componența Consiliului | Componența Consiliului | Componența Consiliului | Componența Consiliului | Componența Consiliului |
|  | ------------------------------- | ---------- | ---------------------- | ---------------------- | ---------------------- | ---------------------- | ---------------------- |
|  | Partidul Național Liberal       | 5          |                        |                        |                        |                        |                        |
|  | Partidul Social Democrat        | 4          |                        |                        |                        |                        |                        |
|  | Alianța pentru Unirea Românilor | 3          |                        |                        |                        |                        |                        |
|  | Partidul Puterii Umaniste       | 1          |                        |                        |                        |                        |                        |

## Personalități născute aici

### Șicula
- Emil Monția (1882 - 1965), compozitor, culegător de folclor și avocat; deputat în Marea Adunare Națională de la Alba Iulia 1918
- Florica Bradu (1945 - ), cunoscută intrepretă de folclor

### Chereluș
- Ion Flueraș (1882 - 1953), social-democrat și victimă a regimului comunist din România, decedat în Închisoarea Gherla

### Gurba
- Avram Bunaciu (1909 - 1983), jurist, politician; a deținut diverse portofolii de ministru în perioada postbelică